# Ernst Christian Friedrich Schering

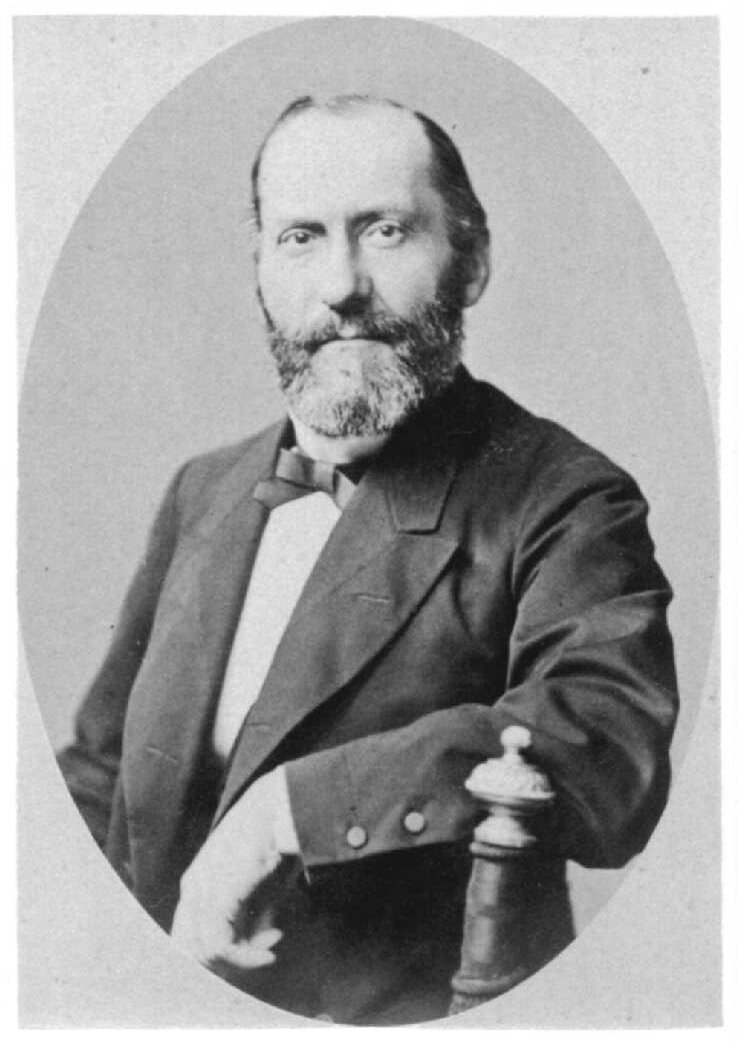
Ernst Schering

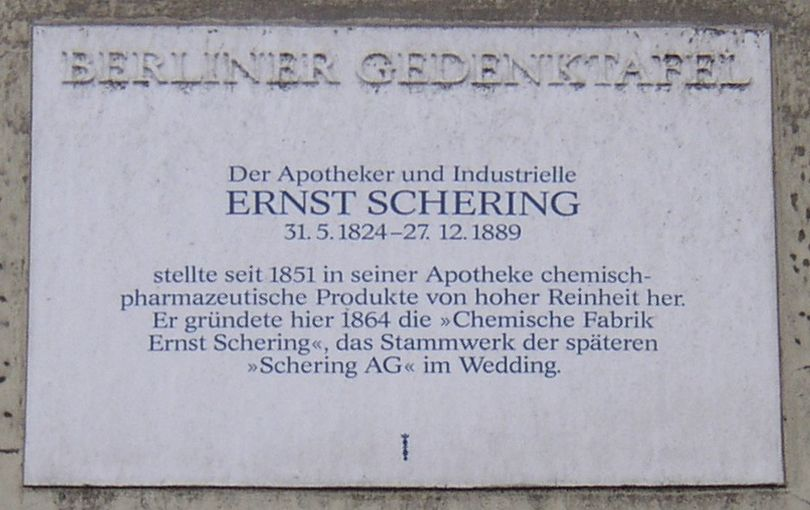
Berliner Gedenktafel in Berlin-Wedding (Müllerstraße 170)

Ernst Christian Friedrich Schering (* 31. Mai 1824 in Prenzlau; † 27. Dezember 1889 in Charlottenburg) war ein deutscher Apotheker und Unternehmer in der Chemischen Industrie.

## Frühe Jahre
Schering wurde als jüngstes von fünf Kindern eines Gastwirts geboren. Seine Eltern wünschten, dass er Apotheker werden sollte. Einer seiner älteren Brüder hatte es bis zum Justizrat geschafft. Er selbst wollte unbedingt Förster werden, da er die Arbeit eines Apothekers als ungesund ansah und die Gründung einer Apotheke viel Geld erfordere. Als er endlich dem Druck seiner Familie nachgab, forderte er eine Ausbildung an der Apulius'schen Apotheke, der besten Apotheke Berlins. Nach der Lehre arbeitete er als Apothekengehilfe in verschiedenen Apotheken, darunter auch in Berlin. Hier studierte er ab 1848 Pharmazie. Mit dem Abschluss als „Apotheker 1. Klasse“ am 6. August 1850 durfte er in Berlin eine Apotheke führen.

## Karriere
Schering kaufte 1851 die Schmeisser'sche Apotheke an der Chausseestraße beim Oranienburger Tor am Nordrand des damaligen Berlins (heute Berlin-Mitte), die er auf Grund seiner Naturliebe bald in „Grüne Apotheke“ umbenannte. Im gleichen Haus wohnte er damals auch mit seiner Familie. In einem kleinen Laboratorium hinter seinem Verkaufsraum bemühte er sich ab 1854 erfolgreich, Chemikalien besonderer Reinheit zu produzieren, die die Gesundheit der Patienten nicht belasten sollten. Auch für die sich entwickelnde Fotografie stellte er die benötigten hochreinen Stoffe her. Um 1865 trat er der Société française de Wothlytypie bei und erhielt von diesem die Lizenz zur Anfertigung von Bildern nach dem neuartigen Wothlytypie-Verfahren mit speziellen Chemikalien. 
In dieser Zeit gab es noch keine standardisierten Rezepte und Technologien in Chemie und Pharmazie, jeder Apotheker verwendete seine eigenen, an die Alchemie erinnernden Methoden. Auf der Pariser Weltausstellung 1855 stellte er seine „reinen Präparate“ vor und errang eine Silbermedaille. Wegen der großen Nachfrage begann er im gleichen Jahr, getrennt von der Apotheke eine chemische Produktionsstätte zu entwickeln, für die er am 21. September 1864 unter der Firma Chemische Fabrik Ernst Schering die staatliche Konzession zum Bau des Stammwerks auf dem Grundstück Müllerstraße 171 in Berlin-Wedding erhielt. Im Jahr 1867 gehörte Ernst Schering zu den Mitbegründern der Deutschen Chemischen Gesellschaft, deren Schatzmeister er bis 1880 war. In seinem Laboratorium ließ der Hoffotograf Jacob Wothly seine Fotochemikalien anfertigen. Im Deutsch-Französischen Krieg 1870/71 erhielt Scherings Unternehmen den Auftrag zur Versorgung der Armee mit Arzneimitteln, was Ernst Schering den Titel Kommerzienrat einbrachte und ihm ermöglichte, sein Unternehmen in eine Aktiengesellschaft unter der Firma Chemische Fabrik auf Actien (vorm. E. Schering) umzuwandeln. Daraus ging später die  Schering AG hervor. Die Apotheke wurde währenddessen von seinem Sohn Richard Schering weitergeführt und 1881 in die R. Schering Fabrik chem.-pharmaz. Präparate umgewandelt. Sie wurde 1946 in der Sowjetischen Besatzungszone enteignet und nach Lübeck verlagert, wo sie als Blücher-Schering GmbH & Co. weiterhin in Familienbesitz existiert und Drogerieartikel herstellt.

## Späte Jahre
Ernst Schering sorgte in seinem Unternehmen bereits vor den gesetzlichen Regelungen auch für die soziale Absicherung seiner Beschäftigten. Bereits 1876 wurde eine Freie Hilfskasse (Betriebskrankenkasse), 1879 eine Beamten- und Arbeiter-Pensionskasse und 1892 eine Witwen- und Waisenkasse gegründet. Seine Vorbehalte gegen den ungeliebten Beruf bestätigten sich in lange währenden gesundheitlichen Beschwerden, die ihn 1882 zum Ausscheiden aus dem Vorstand und zum Wechsel in den Aufsichtsrat seines Unternehmens zwangen. 

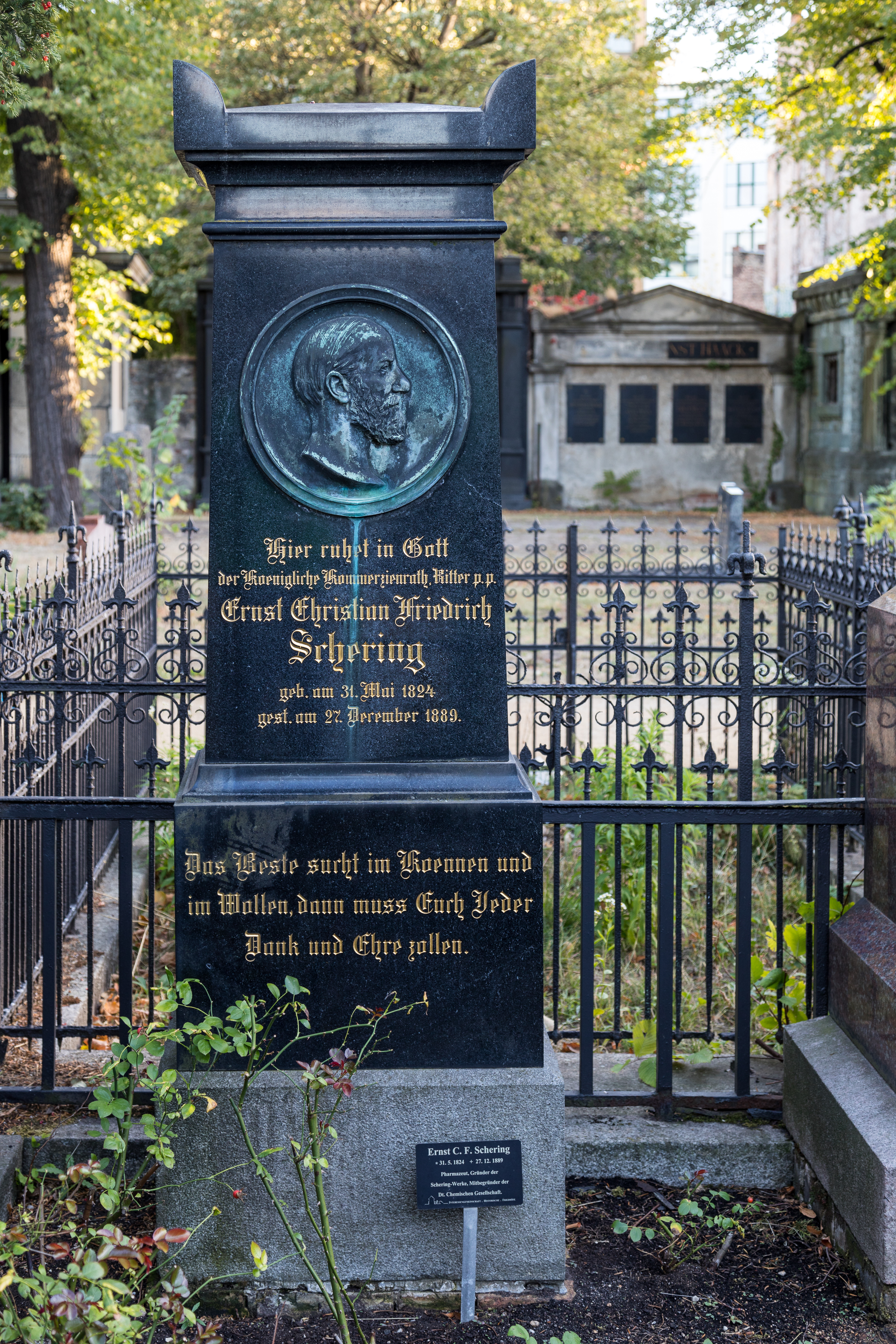
Grab auf dem Friedhof Jerusalem und Neue Kirche III in Berlin-Kreuzberg

Ernst Schering starb 1889 im Alter von 65 Jahren in Charlottenburg. Beigesetzt wurde er im Erbbegräbnis der Familie Schering auf dem Berliner Friedhof III der Jerusalems- und Neuen Kirche vor dem Halleschen Tor. Die Gittergrabanlage ist erhalten. Als Grabstein für Ernst Schering dient ein Zippus aus schwarzem Granit, in den ein Bronzemedaillon mit dem Porträt des Verstorbenen im Profil eingelassen ist, ein Werk von Gustav Landgrebe.
In Berlin erinnern an Ernst Schering die Scheringstraße (benannt 1894), die Ernst-Schering-Oberschule (benannt 1984) und eine Gedenktafel am Haus Müllerstraße 170 (seit 1988), alles im Wedding (Berlin-Mitte). Im Jahr 1968 wurde in Wien-Penzing (14. Bezirk) die Scheringgasse nach ihm benannt.
Die Schering Forschungsgemeinschaft rief 1991 den mit 50.000 € dotierten Ernst Schering-Preis ins Leben, der seit 1992 jährlich für besonders herausragende wissenschaftliche Pionierleistungen auf dem Gebiet der naturwissenschaftlichen Grundlagenforschung, besonders der Biologie, Medizin und Chemie vergeben wird. Seit 2003 ist die Schering-Stiftung der Preisverleiher.